# Ko Young-eun
Ko Young-eun (ur. 1 marca 1987) – koreańska wioślarka.

## Osiągnięcia
- Igrzyska Olimpijskie – Pekin 2008 – dwójka podwójna wagi lekkiej – 17. miejsce[1].